# Paul Reinecke
Paul Reinecke (ur. 25 września 1872, zm. 12 maja 1958) – niemiecki prahistoryk działający w Monachium oraz główny konserwator zabytków tego miasta, twórca aktualnego do dziś systemu chronologii pradziejów dla okresu halsztackiego i lateńskiego. 

## Życiorys
W roku 1930 włączył się do dyskusji o roli gór średnich dla osadnictwa prehistorycznego. Sformułował m.in. pogląd, który wykluczał zasiedlenie niemieckiego średniogórza w czasach starszych od średniowiecza. 
Autor ponad 400 dzieł z dziedziny archeologii.